# James Smith McDonnell
James Smith "Mac" McDonnell (9 de abril de 1899 – 22 de agosto de 1980) foi um aviador americano, engenheiro e empreendedor. Ele foi um pioneiro da aviação e fundador da McDonnell Aircraft Corporation, mais tarde McDonnell Douglas, e também da James S. McDonnell Foundation.

## Início de vida
Nascido em Denver, Colorado, McDonnell foi criado em Little Rock, Arkansas, e fez o ensino médio na Little Rock High School em 1917. Cursou o ensino superior na Princeton University graduando-se em 1921, e obteve o título de Master of Science in Aeronautical Engineering do MIT em 1925. Durante o curso no MIT ele fez parte da fraternidade Delta Upsilon.  
Depois da graduação no MIT, ele foi contratado por Tom Towle para a Stout Metal Airplane Division of the Ford Motor Company. Em 1927, ele foi contratado pela Hamilton Metalplane Company para desenvolver aviões monoplano de metal. Em seguida, trabalhou para a Huff Daland Airplane Company.